# Iguasujski slapovi
Koordinati:   25°41′43″S, 54°26′12″W
Iguasujski slapovi  (špansko Cataratas del Iguazú, portugalsko Cataratas do Iguaçu) so znameniti slapovi na južnoameriški reki Iguasu.  Ime reke izvira iz gvaranščine, kjer pomeni 'velika voda'. Samim slapovom so Gvarani sicer rekli »kraj, kjer se iz vode rojevajo oblaki«. Prvi Evropejec, ki jih je odkril, je bil španski konkvistador Álvar Núñez Cabeza de Vaca, po katerem se imenuje eden izmed slapov na argentinski strani.

## Lega
Slapovi, ki si jih delita Argentina (pripada ji 80 %) in Brazilija (20 %), so okoli 23 km pred izlivom reke Iguasu v reko Parana. Najbližji mesti, obe sta v neposredni bližini izliva, sta Puerto Iguazú na argentinski in Foz do Iguaçu na brazilski strani.

## Slapovi
Skupno število vseh slapov je okoli 275 (natančno število je odvisno od količine vode v reki). Od skupaj 19-ih večjih, so trije na brazilski strani reke. Skupna širina vseh slapov je 2700 m, od tega 800 m na brazilski strani in 1900 m na argentinski. Skupno 900 m te širine je suhih. Slapovi so visoki med 40 in 90 m, v povprečju pa 72 m z brzicami vred. Odvisno od deževnega obdobja je vodni pretok med 300 in 6500 kubičnimi metri na sekundo. Povprečen vodni pretok je 1500 kubičnih metrov na sekundo.
Najvišje v smeri proti rečnemu toku leži najspektakularnejši del slapov, Hudičevo žrelo (šp. Garganta del Diablo, port. Garganta do Diabo) v obliki podkve. Njegova dolžina je 700 m in širina do 150 m. Od konca Hudičevega žrela na argentinski strani sledi manjši otok, za katerim del reke pada v dveh stopnjah (najbolj znana slapova na višji sta Salto Rivadavia in Salto Escondido, na nižji pa Salto Tres Mosqueteros in Salto Dos Mosqueteros). Preostanek vode pada nekoliko nižje po toku navzdol čez preostale slapove, izmed katerih je najbolj veličasten Salto San Martín. Ti slapovi so z erozijo ločili del kopnega, ki je danes otok Isla San Martín.

## Nastanek
Prvotni slap je bil pred približno 20.000 leti na sotočju rek Parana in Iguasu. Erozija je sistem slapov sčasoma pomaknila 23 kilometrov proti toku reke Iguasu do današnje lege na nadmorski višini 150 m. Območje slapov leži na robu velike bazaltne plošče, ki je nastala v mezozoiku pred več kot 150 milijoni let. Lava se je tedaj razlila iz notranjosti Zemlje skozi tektonske razpoke, ne da bi se izoblikovali ognjeniki in tako pokrila območje več kot milijon kvadratnih kilometrov.

## Legenda
Po gvaranski legendi naj bi slapovi nastali, ko je bojevnik Caroba s čolnom pobegnil z dekletom Naipur in s tem razjezil enega gozdnih bogov, ki se je ravno tako zaljubil vanjo. Bog je tako tik pred zaljubljencema zrušil rečno strugo, Naipur je padla čez več strmih slapov in se na dnu spremenila v skalo. Caroba se je spremenil v drevo, ki še danes gleda v skalo spremenjeno Naipur.

## Varovanje
Obe državi sta območje slapov, skupaj z obsežnimi območji subtropskega deževnega gozda, zaščitili kot narodni park.
- Narodni park na brazilski strani (Parque Nacional do Iguaçu) je po površini (185.262 ha) večji izmed njiju. Ustanovljen je bil 10. januarja 1939. 17. novembra 1986 je bil park vpisan na UNESCO-v seznam naravne svetovne dediščine.
- Narodni park Iguasu na argentinski strani (Parque Nacional Iguazú) meri 67.000 ha. Ustanovljen je bil leta 1934, leta 1984 pa je bil vpisan na Unescov seznam svetovne naravne dediščine.

## Obisk
Oba narodna parka imata cestni povezavi in pogoste avtobusne zveze z mestoma Puerto Iguazú in Foz do Iguaçu. V obeh parkih so uredili nezahtevne poti do najatraktivnejših predelov. Ker je večina slapov na argentinski strani, velja, da je za panoramske razglede primernejša brazilska stran. Izpred vhoda v brazilski narodni park vozijo avtobusi vse do razglednih točk v bližini kraja, kjer se konča Hudičevo žrelo.
Na argentinski strani vozi izpred vhoda ozkotirna železniška proga »Zeleni džungelski vlak« (šp. Tren Ecológico de la Selva). Od prve postaje vodita »zgornja pot« do vrha nekaterih slapov, »spodnja pot« do vznožja, ter pot do mesta, od koder je mogoče s čolnom priti na San Martínov otok. Od druge postaje vodi približno kilometer dolga pot, predvsem po mostovih, do pričetka Hudičevega žrela.